# 西洞镇
西洞镇，是中华人民共和国甘肃省酒泉市肃州区下辖的一个乡镇级行政单位。

## 行政区划
西洞镇下辖以下地区：
新东村、新西村、滚坝村、西洞村和罗马村。